# Reichenau im Mühlkreis
Reichenau im Mühlkreis település Ausztriában, Felső-Ausztria tartományban, az Urfahrkörnyéki járásban. Tengerszint feletti magassága 667 méter, területe 9,54 km².

## Elhelyezkedése
Reichenau im Mühlkreis Zwettl an der Rodl, Bad Leonfelden, Schenkenfelden, Ottenschlag im Mühlkreis, Haibach im Mühlkreis, Hellmonsödt és Sonnberg im Mühlkreis településekkel határos.

## Népesség
| 2016 | 1 280 |
| 2018 | 1 329 |